# Espen Lie Hansen
Espen Lie Hansen, norveški rokometaš, * 1. marec 1989, Drammen.
Leta 2010 je na evropskem rokometnem prvenstvu s norveško reprezentanco osvojil 7. mesto.